# Banharn Silpa-archa
Banharn Silpa-archa (taj. บรรหาร ศิลปอาชา, ur. 19 sierpnia 1932 w prowincji Suphanburi, zm. 23 kwietnia 2016 w Bangkoku) – tajlandzki polityk, premier (1995-1996).

## Życiorys
Urodzony w rodzinie chińskiego pochodzenia. Jego chińskie imię to Tekchiang Saebe. Po ukończeniu szkoły średniej przeniósł się do Bangkoku gdzie dzięki wsparciu wyższych urzędników w Departamencie Robót Publicznych zdobył kontrakt na dostawę chloru do oczyszczania wody miejskiej. Założył firmę budowlaną opierającą działalność o kontrakty na roboty publiczne. Od 1974 prowadził aktywną działalność polityczną w Tajlandzkiej Partii Narodowej (Thai Chart), 1976 został po raz pierwszy wybrany do parlamentu, 1992 wybrano do liderem partii. W 1988 roku został mianowany ministrem przemysłu. W 1990 roku został ministrem spraw wewnętrznych, a następnie ministrem finansów. W latach 1995–1996 pełnił funkcję premiera Tajlandii. W 2008 jego partia została rozwiązana przez sąd konstytucyjny, a on sam otrzymał pięcioletni zakaz prowadzenia działalności politycznej. W 2016 w wieku 83 lat zmarł na astmę w szpitalu Siriraj w Bangkoku.